# Markotów Duży
Markotów Duży (deutsch: Margsdorf, auch Alt Margsdorf) ist ein Ort in der Stadt- und Landgemeinde Wołczyn im Powiat Kluczborski der Woiwodschaft Opole in Polen. Zu Markotów Duży gehört die Siedlung Cygany (Zygan).

## Geographie
Markotów Duży liegt rund sechs Kilometer südwestlich von Wołczyn (Konstadt), 11 Kilometer westlich von Kluczbork (Kreuzburg) und 46 Kilometer nordöstlich von Opole (Oppeln) rechten Ufer der Stobrawa.
Nachbarorte von Markotów Duży sind im Osten Stare Czaple (Alt Tschapel), im Südwesten Wierzchy (Wierschy) und im Westen Gierałcice (Jeroltschütz).

## Geschichte
„Marquardi“ wurde im Jahr 1261 erstmals als urkundlich erwähnt.
1845 bestand das Dorf aus einer evangelischen Schule und 51 Häusern. Im gleichen Jahr lebten in Margsdorf 410 Menschen, davon 59 katholisch. 1874 wurde der Amtsbezirk Margsdorf gegründet.
1933 lebten in Margsdorf 317 Einwohner, 1939 waren es 283 Einwohner. Bis 1945 gehörte das Dorf zum Landkreis Kreuzburg O.S.
Als Folge des Zweiten Weltkriegs fiel Margsdorf 1945 mit dem größten Teil Schlesien an Polen. Nachfolgend wurde es in Markotów Duży umbenannt und der Woiwodschaft Schlesien angeschlossen. 1950 wurde es der Woiwodschaft Opole eingegliedert. Seit 1999 gehört es zum Powiat Kluczborski.